# 2016年越南國會選舉
2016年越南國會選舉，即第九屆越南國會選舉，於2016年5月22日在越南舉行的國會選舉。由於越南是一黨制國家，因此越南共產黨是唯一參加選舉的政黨。

## 選舉制度
越南國會500名國會代表由184個多議席選區選出，採取兩輪投票制。但實際上，由於沒有真正的競爭，所有選舉都是單輪選舉。本次選舉共有870名候選人獲准參選，其中包括97名獨立候選人和11名自薦候選人。

## 候選人
有162人試圖以獨立候選人的身份參選。其中約有20名獨立候選人被越南政府視為異議者、人權捍衛者，包括歌手杜阮玫瑰。最終有870名候選人，其中859人由祖國陣線提名，只有11名獨立候選人獲准參選，有些人在提交候選人申請後被當局逮捕。

## 結果
| 政党               | 政党               | 票数       | %     | 席数 | +/– |
| ------------------ | ------------------ | ---------- | ----- | ---- | --- |
|                    | 越南共產黨         |            |       | 475  | +21 |
|                    | 無黨藉             |            |       | 21   | –25 |
| 总共               | 总共               |            |       | 496  | –4  |
|                    |                    |            |       |      |     |
| 总票数             | 总票数             | 67,049,091 | –     |      |     |
| 已登记选民／投票率 | 已登记选民／投票率 | 67,485,482 | 99.35 |      |     |
| 资料来源：IPU      |                    |            |       |      |     |

最初，越南共產黨有475名當選代表。然而，在新當選的國會第一次會議召開之前，有2名代表被取消了當選資格。因此最終，越共有473名當選代表，國會代表共494名。